# Campionati mondiali di slittino 2008
I Campionati mondiali di slittino 2008, quarantesima edizione della manifestazione organizzata dalla Federazione Internazionale Slittino, si tennero dal 25 al 27 gennaio 2008 ad Oberhof, in Germania, sulla pista omonima, la stessa sulla quale si svolsero le competizioni iridate nel 1973 e nel 1985; furono disputate gare in quattro differenti specialità: nel singolo uomini, nel singolo donne, nel doppio e nella prova a squadre.
Assoluta dominatrice della manifestazione fu la nazionale tedesca, capace di conquistare tutti e quattro i titoli e ben nove medaglie sulle dodici assegnate in totale: quelle d'oro furono vinte da Felix Loch nel singolo uomini, da Tatjana Hüfner nell'individuale femminile, che bissò il titolo vinto l'anno precedente, dalla coppia formata da André Florschütz e Torsten Wustlich nel doppio, al loro terzo trionfo dopo quelli ottenuti a Calgary 2001 ed a Park City 2005, e dalla squadra composta dagli stessi Loch, Hüfner, Florschütz e Wustlich nella prova a squadre.
Oltre ai tedeschi Felix Loch, Tatjana Hüfner, André Florschütz e Torsten Wustlich, che vinsero due medaglie d'oro, gli altri atleti che riuscirono a salire per due volte sul podio in questa rassegna iridata furono gli austriaci Tobias Schiegl e Markus Schiegl.

## Risultati

### Singolo uomini

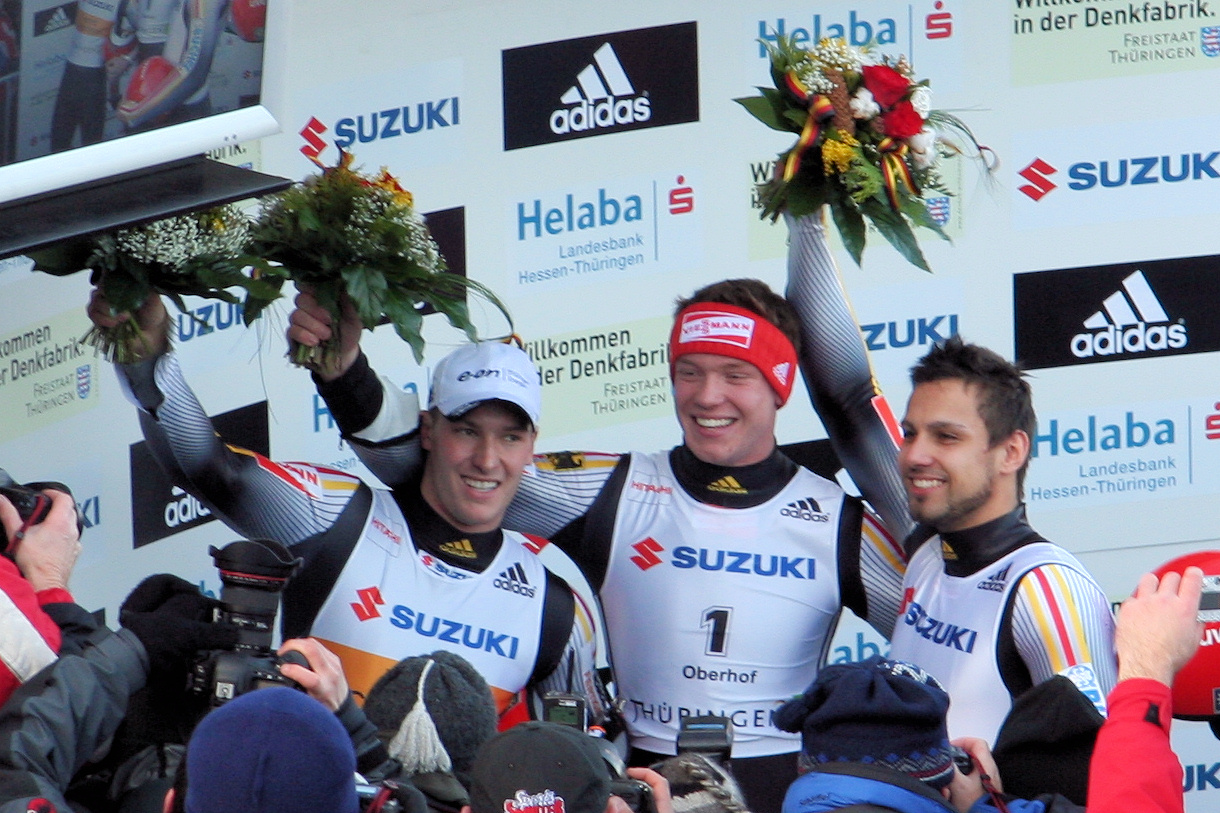
Möller, Loch e Langenhan festeggiano sul podio

La gara fu disputata il 26 gennaio nell'arco di due manches e presero parte alla competizione 38 atleti in rappresentanza di 18 differenti nazioni; campione uscente era il tedesco David Möller, che concluse la prova al secondo posto, ed il titolo fu conquistato dal connazionale Felix Loch, che con i suoi diciotto anni divenne il più giovane campione del mondo nella storia dello slittino, mentre terzo giunse l'altro tedesco Andi Langenhan.
| Pos. | Atleti           | Nazione  | Tempo    | Distacco |
| ---- | ---------------- | -------- | -------- | -------- |
|      | Felix Loch       | Germania | 1'30"643 |          |
|      | David Möller     | Germania | 1'30"717 | +0"074   |
|      | Andi Langenhan   | Germania | 1'30"814 | +0"171   |
| 4    | Jan Eichhorn     | Germania | 1'31"134 | +0"491   |
| 5    | Armin Zöggeler   | Italia   | 1'31"185 | +0"542   |
| 6    | Stefan Höhener   | Svizzera | 1'31"205 | +0"562   |
| 7    | Al'bert Demčenko | Russia   | 1'31"329 | +0"686   |
| 8    | Daniel Pfister   | Austria  | 1'31"430 | +0"787   |
| 9    | Samuel Edney     | Canada   | 1'31"476 | +0"833   |
| 10   | Martin Abentung  | Austria  | 1'31"536 | +0"893   |

### Singolo donne
La gara fu disputata il 25 gennaio nell'arco di due manches e presero parte alla competizione 30 atlete in rappresentanza di 15 differenti nazioni; campionessa uscente era la tedesca Tatjana Hüfner, che riuscì a bissare il titolo ottenuto nella precedente edizione, davanti alle connazionali Natalie Geisenberger e Silke Kraushaar-Pielach, campionessa mondiale a Nagano 2004 e per tre volte sul podio olimpico, compresa la vittoria ottenuta a Nagano 1998.
| Pos. | Atleti                  | Nazione     | Tempo    | Distacco |
| ---- | ----------------------- | ----------- | -------- | -------- |
|      | Tatjana Hüfner          | Germania    | 1'26"007 |          |
|      | Natalie Geisenberger    | Germania    | 1'26"047 | +0"040   |
|      | Silke Kraushaar-Pielach | Germania    | 1'26"149 | +0"142   |
| 4    | Natalija Jakušenko      | Ucraina     | 1'26"296 | +0"289   |
| 5    | Anke Wischnewski        | Germania    | 1'26"654 | +0"647   |
| 6    | Nina Reithmayer         | Austria     | 1'26"839 | +0"832   |
| 7    | Martina Kocher          | Svizzera    | 1'26"948 | +0"941   |
| 8    | Erin Hamlin             | Stati Uniti | 1'27"015 | +1"008   |
| 9    | Meaghan Simister        | Canada      | 1'27"031 | +1"024   |
| 10   | Anna Orlova             | Lettonia    | 1'27"048 | +1"041   |

### Doppio
La gara fu disputata il 27 gennaio nell'arco di due manches e presero parte alla competizione 46 atleti in rappresentanza di 13 differenti nazioni; campioni uscenti erano i tedeschi Patric Leitner ed Alexander Resch, che conclusero la prova all'undicesimo posto, ed il titolo fu conquistato dai connazionali André Florschütz e Torsten Wustlich, già vincitori del titolo iridato a Calgary 2001 ed a Park City 2005, davanti ai connazionali Tobias Wendl e Tobias Arlt ed ai cugini austriaci Tobias Schiegl e Markus Schiegl, campioni mondiali ad Altenberg 1996 e ad Igls 1997.
| Pos. | Atleti                                    | Nazione     | Tempo    | Distacco |
| ---- | ----------------------------------------- | ----------- | -------- | -------- |
|      | André Florschütz Torsten Wustlich         | Germania    | 1'26"893 |          |
|      | Tobias Wendl Tobias Arlt                  | Germania    | 1'26"985 | +0"092   |
|      | Tobias Schiegl Markus Schiegl             | Austria     | 1'27"110 | +0"217   |
| 4    | Gerhard Plankensteiner Oswald Haselrieder | Italia      | 1'27"203 | +0"310   |
| 5    | Peter Penz Georg Fischler                 | Austria     | 1'27"235 | +0"342   |
| 6    | Christian Niccum Dan Joye                 | Stati Uniti | 1'27"488 | +0"595   |
| 7    | Andreas Linger Wolfgang Linger            | Austria     | 1'27"503 | +0"610   |
| 8    | Michail Kuzmič Stanislav Micheev          | Russia      | 1'27"542 | +0"649   |
| 9    | Mark Grimmette Brian Martin               | Stati Uniti | 1'27"721 | +0"828   |
| 10   | Christopher Moffat Michael Moffat         | Canada      | 1'27"782 | +0"889   |

### Gara a squadre
La gara fu disputata il 27 gennaio ed ogni squadra nazionale poté prendere parte alla competizione con una sola formazione; nello specifico la prova vide la partenza di una "staffetta" composta da un singolarista uomo ed uno donna, nonché da un doppio per ognuna delle 10 formazioni in gara, che scesero lungo il tracciato consecutivamente senza interruzione dei tempi tra un atleta e l'altro; il tempo totale così ottenuto laureò campione la nazionale tedesca di Felix Loch, Tatjana Hüfner, André Florschütz e Torsten Wustlich davanti alla squadra austriaca formata da Martin Abentung, Nina Reithmayer, Tobias Schiegl e Markus Schiegl ed a quella lettone composta da Guntis Rēķis, Maija Tīruma, Andris Šics e Juris Šics.
| Pos. | Squadra     | Atleti                                                                   | Tempo    | Distacco |
| ---- | ----------- | ------------------------------------------------------------------------ | -------- | -------- |
|      | Germania    | Felix Loch Tatjana Hüfner André Florschütz / Torsten Wustlich            | 2'29"664 |          |
|      | Austria     | Martin Abentung Nina Reithmayer Tobias Schiegl / Markus Schiegl          | 2'30"076 | +0"412   |
|      | Lettonia    | Guntis Rēķis Maija Tīruma Andris Šics / Juris Šics                       | 2'30"258 | +0"594   |
| 4    | Russia      | Al'bert Demčenko Aleksandra Rodionova Michail Kuzmič / Stanislav Micheev | 2'30"369 | +0"705   |
| 5    | Stati Uniti | Antony Benshoof Erin Hamlin Christian Niccum / Dan Joye                  | 2'30"541 | +0"877   |
| 6    | Italia      | Armin Zöggeler Sandra Gasparini Christian Oberstolz / Patrick Gruber     | 2'30"693 | +1"029   |
| 7    | Canada      | Jeff Christie Meaghan Simister Christopher Moffat / Michael Moffat       | 2'31"381 | +1"717   |
| 8    | Slovacchia  | Jozef Ninis Veronika Sabolová Ján Harniš / Branislav Regec               | 2'31"717 | +2"053   |
| 9    | Giappone    | Shigeaki Ushijima Madoka Harada Takahisa Oguchi / Masaki Toshiro         | 2'32"591 | +2"927   |
| 10   | Polonia     | Maciej Kurowski Mariola Zietek Marcin Piekarski / Grzegorz Piekarski     | 2'33"458 | +3"794   |

## Medagliere
| Posizione | Nazione  | Oro | Argento | Bronzo | Totale |
| --------- | -------- | --- | ------- | ------ | ------ |
| 1         | Germania | 4   | 3       | 2      | 9      |
| 2         | Austria  | 0   | 1       | 1      | 2      |
| 3         | Lettonia | 0   | 0       | 1      | 1      |
| Totale    | Totale   | 4   | 4       | 4      | 12     |